# ارتفاق عاني

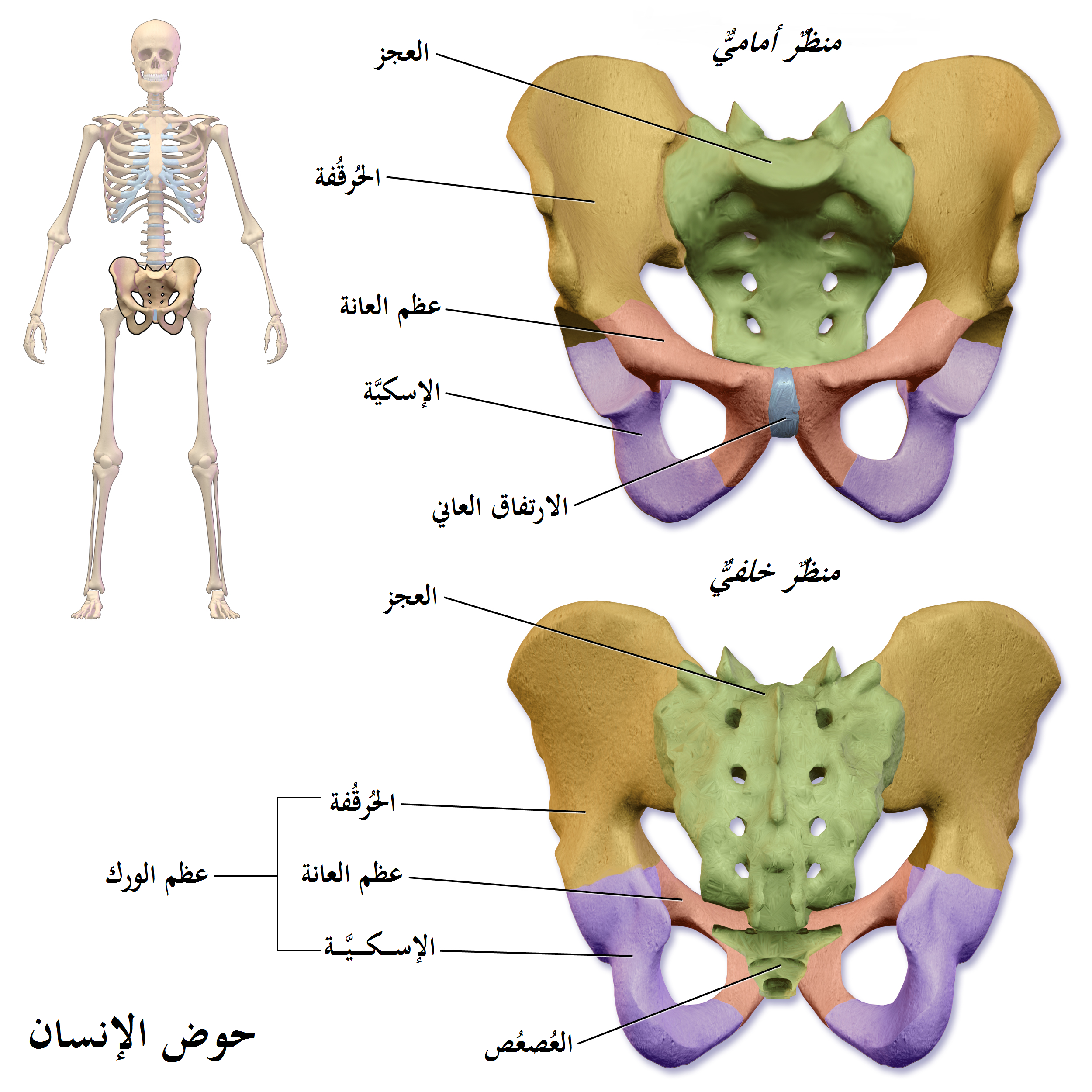
ارتفاق العانة

الارتفاق العاني (بالإنجليزية: Pubic symphysis)‏ هو مفصل غضروفي يصل بين الشعبتين العلويتين لعظمي العانة الأيمن والأيسر. يتوضع ارتفاق العانة إلى الأمام من المثانة البولية وإلى الأعلى من الأعضاء التناسلية الظاهرة؛ عند النساء يكون أعلى الفرج، وعند الذكور يكون أعلى القضيب. عند الذكور، الرباط المعلق للقضيب (بالإنجليزية: suspensory ligament of the penis)‏ يتثبت على ارتفاق العانة.

## معرض صور

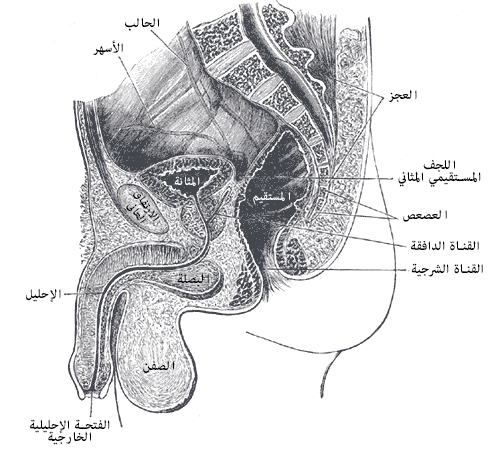
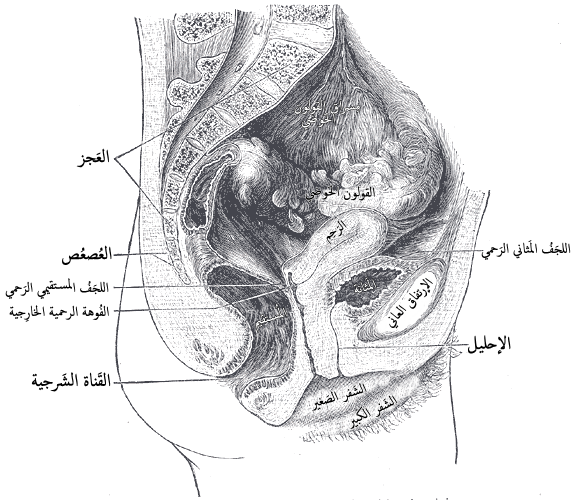
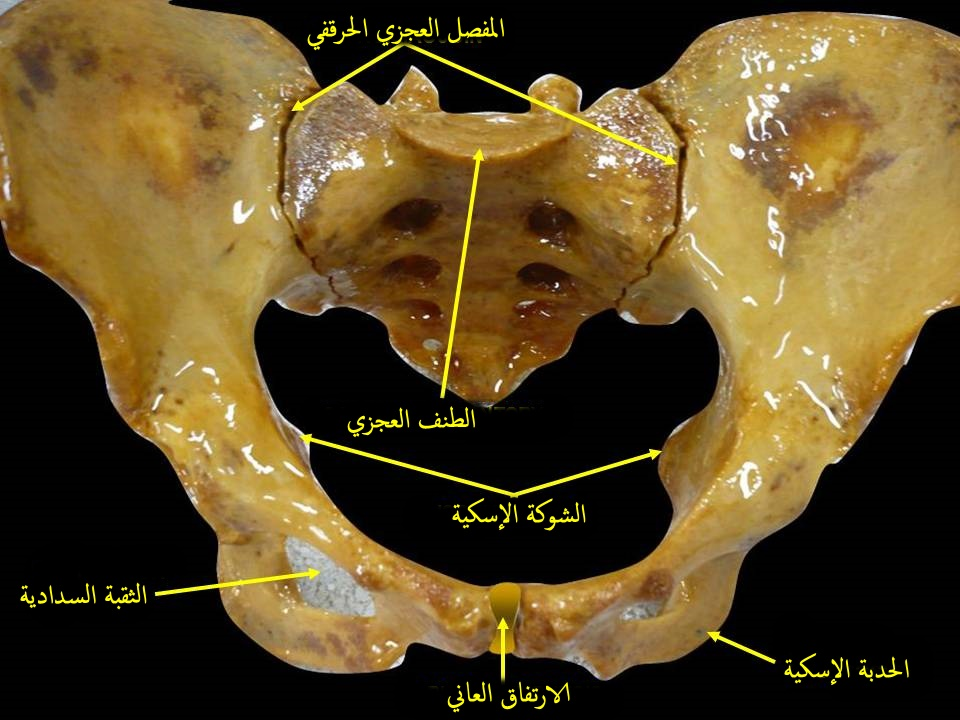